# Cot Tanoh Mirah
Cot Tanoh Mirah är ett berg i Indonesien.   Det ligger i provinsen Aceh, i den västra delen av landet, 1 800 km nordväst om huvudstaden Jakarta. Toppen på Cot Tanoh Mirah är 360 meter över havet.
Terrängen runt Cot Tanoh Mirah är varierad.Runt Cot Tanoh Mirah är det ganska tätbefolkat, med 80 invånare per kvadratkilometer. Omgivningarna runt Cot Tanoh Mirah är en mosaik av jordbruksmark och naturlig växtlighet.